# بوبي طومسون
بوبي طومسون (بالإنجليزية: Bobby Thompson)‏ هو لاعب كرة قدم أمريكية ولاعب كرة قدم كندية أمريكي، ولد في 30 مارس 1939 في مندن في الولايات المتحدة، وتوفي في 11 مارس 2014 في لوس أنجلوس في الولايات المتحدة.